# Katrine Klinken
Katrine Klinken (født 15. marts 1963) er en dansk kok, ernærings- og husholdningsøkonom og kogebogsforfatter, foredragsholder og maddebattør.
Hun er forfatter til omkring 30 mad- og kogebøger, herunder "MÆT", "Måltider", "I love NEM VEGETARISK", Børnenes Køkken og med forfatter til "Turen går til Japan". Hun har i mere end 10 år været madskribent for bl.a. Hjemmet og Information. 1 1/2 år som konsulent for Cookpad.dk, der er et online opskriftssite. I dag er hun freelance og arbejder som madformidler. Desuden er Katrine Klinken aktiv på Instagram og har den engelske Youtube kanal "Klinken's Kitchen". Klinken er aktiv i græsrodsbevægelsen Slow Food og medlem af International Council i Slow Food. Hun var i medinitiativtager til foreningen Oprør fra Maven. I 2000 vandt hun Kellogg's Kommunikationspris.
Katrine Klinken har især fokuseret på at inddrage børn i madlavningen, på håndværk, hverdagsmad og lokale kvalitets råvarer i sæson.  www.klinken.dk 